# Országos Színházi Találkozó
Az Országos Színházi Találkozó 1982 és 2000 között megrendezett éves színházi fesztivál volt, melynek során a kiválasztott előadásokat díjazták különböző kategóriákban. A találkozó utódja 2001-től a Pécsi Országos Színházi Találkozó. 2023-tól ismét az eredeti formában kerül megrendezésre a fesztivál, tehát különböző vidéki városokban tartják meg a találkozót.

## Története
Az első találkozót 1982-ben rendezte meg a Színházművészeti Szövetség, ezzel tulajdonképpen fel szerették volna idézni az ötvenes években megtartott vidéki színházak fesztiválját. A fesztivált 1986-ig Budapesten rendezték meg, és csak vidéki színházak előadásai szerepeltek a repertoáron, majd szintén 1986-tól a műsort a társulatok előzetes javaslatai alapján állították össze. A díjakat az előzsűri javaslatai alapján egy kilenc tagú szakmai zsűri ítélte oda. Az első új rendszerben lebonyolított találkozón 1986-ban 8 fővárosi és 11 vidéki együttes vett részt. 1991-ig ebben a rendszerben került Budapesten lebonyolításra a fesztivál.
A X. alkalomtól kezdve a fesztivált különböző vidéki városokban tartották, és egyetlen személy volt a válogató.

## Versenyprogram

### 1982
- Helyszín: Budapest, Vígszínház
- Idő: 1982. május 17. – június 7.

| Színház                          | Előadás                               | Rendező           | Szereplők |
| -------------------------------- | ------------------------------------- | ----------------- | --- |
| Csiky Gergely Színház            | Liliom                                | Babarczy László   | Lukáts Andor, Pogány Judit, Csákányi Eszter, Tóth Béla, Gőz István, Krum Ádám, Lázár Kati, Lukács Csilla, Tapodi Gabriella, Kisvárday Gyula, Koltai Róbert, Balázs Andor, Hunyadkürti György, Cserna Csaba, Karácsony Tamás, Tóth Géza, Nagy Adrienn, Németh Judit, Lugosi György, Kósa Béla |
| Békés Megyei Jókai Színház       | Vízkereszttől-Szilveszterig           | Giricz Mátyás     | Hodu József, Nagy Mari, Forgács Tibor, Felkai Eszter, Szentirmay Éva, Gálfy László, Gyurcsek Sándor, Dénes Piroska, Széplaky Endre, Hidvégi Mária, Pelsőczy László, Nagyidai István, Mátyás Jolán, Galbicsek Károly, Geszty Glória, Kátó Sándor, Géczi József, Jancsik Ferenc, Simon József, Marinkovics Zsuzsa, Kovács Edit, Hovorka Zsuzsa, Buga Ildikó, Zsila Judit, Galambos Hajnal, Mátrai István, Gerencsér Lajos, Csudai Csaba, Gallyas József, Csányi József, Szigety Ödön |
| Kecskeméti Katona József Színház | Elveszett paradicsom                  | Szőke István      | Garay József, Fekete Tibor, Tolnai Miklós, Németh László, Mucsi Sándor ifj., Gurnik Ilona, Ábrahám Edit, Réti Erika, Jablonkay Mária, Bakai László |
| Csokonai Nemzeti Színház         | Autóbusz                              | Gali László       | Sárközy Zoltán, Sárosdy Rezső, Kóti Árpád, Korcsmáros Jenő, Agárdy Ilona, Sárady Zoltán, Bajza Viktória, Rosta Sándor, Simor Ottó |
| Miskolci Nemzeti Színház         | Csetepaté Chioggiában                 | Major Tamás       | Simon György, Horváth Zsuzsa, Sándor Erzsi, Gáspár Tibor, Bregyán Péter, Csapó János, Máthé Éva, Máhr Ági, Igó Éva, Varga Gyula, Körtvélyessy Zsolt, Blaskó Péter, M. Szilágyi Lajos, Dariday Róbert |
| Móricz Zsigmond Színház          | Csongor és Tünde                      | Bozóky István     | Vitai András, Fábián József, Tímár Zoltán, Holl István, Lakatos István, Szűcs Sándor, Kiss T. István, Balog Judit, Hartmann Teréz, Szabó Tünde, Petényi Ilona, Muszte Anna, Beratin Gábor, Závory Andrea |
| Pécsi Nemzeti Színház            | A vadorzó avagy a visszhang becsülete | Szegvári Menyhért | Kulka János, Oláh Zsuzsa, Áts Gyula, Cserényi Béla, Melis Gábor, Paál László, Fülöp Mihály |
| Csiky Gergely Színház            | Chicago                               | Ascher Tamás      | Eperjes Károly, Básti Juli, Csákányi Eszter, Koltai Róbert, Lázár Kati, Nagy Anikó, Szimány Andrea, Tarján Györgyi, Tornyai Magda, Pogány Judit, Czakó Klára, Lukáts Andor, Balák Margit, Cselényi Nóra, Kristóf Kata, Rácz Kati, Tapodi Gabriella, Tóth Eleonóra, Gőz István, Bal József, Dani Lajos, Hunyadkürti György, Kamondy Imre, Karátsony Tamás, Guttin András, Kisvárday Gyula, Serf Egyed, ifj. Somló Ferenc, Stettner Ottó, Krum Ádám                                  |
| Kisfaludy Színház                | Örvényben                             | Bor József        | Kováts Kriszta, Nagy Sándor Tamás, Orth Mihály, Bede Fazekas Csaba, Kiss Bazsa, Baranyai Ibolya, Forgács Kálmán, Uri István, Szolnoki Tibor, Pálfai Péter, Csombor Teréz, Ballai István, Bende Ildikó, Bobor György, Balla Ica, Szűcs István, Gyuricza Liliann, Sándor Jolán, Krasznai Tamás, Göndör Éva, Förhécz Edit, Papp Ferenc, Karácsony Szilveszter, Hun Béla, Parcsami Ferenc, Rothman Ferenc                                                                              |
| Veszprémi Petőfi Színház         | Házmestersirató                       | Pethes György     | Hőgye Zsuzsa, Joós László, Áron László, Homoki Magdolna, Blaskó Balázs, Jászai László, Rupnik Károly, Demjén Gyöngyvér, Horváth Ibolya, Saárossy Kinga, Lesnyik László |
| Szegedi Nemzeti Színház          | Uborkafa                              | Halasi Imre       | Gyürki István, Király Levente, Egervári Klára, Mentes József, Fekete Gizi, Bor Adrienne, Deák Éva, Katona András, Karancz Katalin, Nemcsák Károly, Máriáss József, Bagó László, Szabó Mária, Marosi Károly, Quintus Konrád, Tóth István, Csoma Lajos, Süli Ildikó |

### 1997
- Helyszín: Szeged, Szegedi Nemzeti Színház
- Idő: 1997.  – június 15.

| Színház                          | Előadás               | Rendező        | Szereplők |
| -------------------------------- | --------------------- | -------------- | --- |
| Csiky Gergely Színház            | Titus Andronicus      | Keszég László  | Kovács Zsolt, Znamenák István, Kelemen József, Bezerédi Zoltán, Szula László, Nyári Oszkár, Tóth Richárd, Kőrösi András, Hegedűs Miklós, Jancsikity Gergely, Csorba Tamás, Kósa Béla, Baksa Imre, Csányi Sándor, Némedi Árpád, Kocsis Pál, Spindler Béla, Szabó Ferenc, Lecső Péter, Cseszárik László, Szvath Tamás, Molnár Piroska, Bodor Böbe, Urbanovits Krisztina |
| Katona József Színház            | Elnöknők              | Ascher Tamás   | Pogány Judit, Szirtes Ági, Csákányi Eszter |
| Radnóti Színház                  | Ványa bácsi           | Valló Péter    | Bálint András, Kováts Adél, Schell Judit, Koós Olga, Kulka János, Kocsó Gábor, Martin Márta, Szervét Tibor |
| Katona József Színház            | Az eltört korsó       | Zsámbéki Gábor | Máté Gábor, Haumann Péter, Bán János, Csákányi Eszter, Fullajtár Andrea, Horváth József, Elek Ferenc, Máthé Erzsi, Olsavszky Éva, Czakó Klára, Rába Roland, Nagyváradi Viktor |
| Móricz Zsigmond Színház          | A vágy villamosa      | Szász János    | Csoma Judit, Szabó Márta, Megyeri Zoltán, Kerekes László, Petneházy Attila, Róbert Gábor, Horváth Kálmán |
| Budapesti Kamaraszínház          | Sirály (Madárkák)     | Alföldi Róbert | Vári Éva, Kamarás Iván, Holl János, Szalay Mariann, Jakab Csaba, Illyés Mari, Pokorny Lia, Rátóti Zoltán, Újvári Zoltán, Haás Vander Péter |
| József Attila Színház            | A miniszter félrelép  | Szirtes Tamás  | Koltai Róbert, Fehér Anna, Vándor Éva, Kaszás Géza, Schütz Ila, Újréti László, Román Judit, Katona János, Besenczi Árpád, Kern András |
| Szegedi Nemzeti Színház          | A mester és Margarita | Szikora János  | Blaskó Péter, Létay Dóra, Kulka János, Tímár Éva, Derzsi János, Bertók Lajos, Radó Péter, Mészáros Tamás, Galkó Bence, Jakab Tamás, Hőgye Zsuzsa |
| Kecskeméti Katona József Színház | A dzsungel könyve     | Bal József     | Debreczeny Csaba, Vitéz László, Szilágyi Enikő, Sirkó László, Kovács Gyula, Kerekes Viktória, Sághy Tamás, Oroszlán Szonja, Rezes Judit, Egyed Attila |
| Katona József Színház            | Csendet akarok        | Zsámbéki Gábor | Fullajtár Andrea |
| Szegedi Nemzeti Színház          | A manó                | Telihay Péter  | Quintus Konrád, Andorai Péter, Czifra Krisztina, Létay Dóra, Szabó Mária, Gazsó György, Szerémi Zoltán, Bacsa Ildikó, Király Levente, Kancsár József, Janik László, Jakab Tamás |
| Miskolci Nemzeti Színház         | Médeia-variációk      | Kamondi Zoltán | Margitai Ági, Vallai Péter, Mucsi Zoltán, Pásztor Edina, Major Melinda, Puskás Tivadar, Kovács Vanda, Hevér Gábor, Suta György, Kmecz György, Máhr Ági, Horváth Zsuzsa, Kardos Róbert |
| Pécsi Nemzeti Színház            | Az üvegcipő           | Balikó Tamás   | Ujlaki Dénes, Füsti Molnár Éva, Gráf Csilla, Moravetz Levente, Krum Ádám, Krasznói Klára, Sólyom Katalin, Barkó György, Bánky Gábor, Bódis Irén, Bacskó Tünde, Varga Erika, Pilinczes József, Ujláb Tamás, Beer György, Tadits Ágnes |
| Békéscsabai Jókai Színház        | A fizikusok           | Konter László  | Felkai Eszter, Kovács Edit, Dobó Alexandra, Gáspár Tibor, Karczag Ferenc, Kovács Lajos, Hodu József, Ács Tibor, Borovics Tamás, Tomanek Gábor, Mészáros Mihály, Muszte Anna, Mészáros Tibor, Imre Sebastian Zsolt, Szente Vajk, Sánta László, Moravszky Richárd, Moravszky László, Gyurcsek Sándor, Gerner Csaba, Simon József                                        |
| Soproni Petőfi Színház           | A salemi boszorkányok | Ferkai Tamás   | Gáti Oszkár, Sztárek Andrea, Urbán Andrea, Mikó István, R. Kárpáti Péter, Kőszegi Ákos, Szabó Anikó, Kenéz Marianna, Lukács Eszter, Rácz Brigitta, Andrási Kata, Konrád Antal, Miklósy Judit, Gurnik Ilona, Tándor Lajos, S. Tóth József, Urmai Gábor, Kernács Péter, Varga Szabolcs                                                                                  |

### 1998
- Helyszín: Veszprém, Veszprémi Petőfi Színház
- Idő: 1998. június 1. – június 8.

| Színház                  | Előadás                    | Rendező             | Szereplők |
| ------------------------ | -------------------------- | ------------------- | --- |
| Vígszínház               | Boldogtalan Hold           | Horvai István       | Börcsök Enikő, Csőre Gábor, Rajhona Ádám, Gálffi László, Fesztbaum Béla |
| Thália Színház           | Képcsinálók                | Csiszár Imre        | Törőcsik Mari, Blaskó Péter, Kubik Anna, Bregyán Péter |
| Újszínház                | Az üvegcipő                | Ács János           | Takács Kati, Tóth Ildikó, Koós Olga, Fazekas István, László Zsolt, Falvay Klára, Hajdu István, Kisfalvy Krisztina, Schneider Zoltán, Tallián Marianne, Botos Éva, Szabados Zsuzsa, Pereczes Mariann, Rajkó Balázs, Jeges Krisztián, Varga Eszter, Gombai Tamás, Jánosi András, Lázár Zsigmond, Baradlay Viktor, Szilágyi Tibor |
| Veszprémi Petőfi Színház | Kegyelem                   | Vándorfi László     | Blaskó Péter, Ye Jinsen, Kiss T. István, Soltis Lajos, Nyirkó István, Lukács József, Joós László, Sashalmi József |
| Pécsi Nemzeti Színház    | Caligula helytartója       | Soós Péter          | Fillár István, Barkó György, Ujláb Tamás, Urbán Tibor, Pilinczes József, Bánky Gábor, Beer György |
| Móricz Zsigmond Színház  | Ványa bácsi                | Szász János         | Gazsó György, Varjú Olga, Szabó Márta, Kerekes László, Horváth László Attila, Bajzáth Péter, Szigeti András, Róbert Gábor, Harsányi Gábor |
| Miskolci Nemzeti Színház | A revizor                  | Hegyi Árpád Jutocsa | Seress Zoltán, Matus György, Máhr Ági, Major Melinda, Varga Gyula, Csapó János, Sallós Gábor, Molnár Csaba, Kuna Károly, Csár Imre, Somló István, Földi László, Szegedi Dezső, Máthé Éva, Varga Péter, Molnár Sándor Tamás, Zsebesi Péter |
| Madách Színház           | A tribádok éjszakája       | Kolos István        | Mácsai Pál, Für Anikó, Bíró Kriszta, Szűcs Gábor |
| Veszprémi Petőfi Színház | Jézus Krisztus szupersztár | Vándorfi László     | Gazdag Tibor, Novák Péter, Kováts Kriszta, Módri Györgyi, Dobos Judit, Nyirkó István, Sashalmi József, Somogyi Szilárd, Cservenák Vilmos, Ye Jinsen, Bálint Péter, Keller János, Vass János, Lang Rudolf, Keresztes János, Keresztes Gábor, Vass János, Máté P. Gábor, Koscsisák András, Csontos Gabriella, Németh Norbert, Kovács Kata, Viczián Julianna, Szorcsik Viktória, Lakatos Krisztina, Magyar Kinga, Udvari Emese, Lang Szabolcs |
| Pécsi Harmadik Színház   | Kvartett                   | Vincze János        | Krum Ádám, Vári Éva, Töreky Zsuzsa, Márton András |
| Éjszakai Színház         | Emigránsok                 | Kőváry Katalin      | Ternyák Zoltán, Szarvas József |
| Budapest Bábszínház      | Diótörő                    | Meczner János       | Csajághy Béla, Blasek Gyöngyi, Kenyeres Zsuzsa, Kovács Marianna, Simándi Anna, Erdős István, Giovannini Kornél, Domonkos Béla, Csák Zsolt, Dörögdy Miklós, Radics Rita, Juhász Ibolyaű |
| Csiky Gergely Színház    | Murlin Murlo               | Radoslav Milenković | Varga Zsuzsa, Csapó Virág, Anger Zsolt, Szula László, Ébl Helga |
| Merlin Színház           | Úri muri                   | Jordán Tamás        | Mertz Tibor, Pető Fanni, Horváth Bora, Mécs Károly, Kalmár Tamás, Bozó Andrea, Parti Nóra, Mucsi Sándor, Tardy Balázs, Kupcsok Zoltán, Horváth Ákos, Koleszár Bazil Péter, Szűcs Lajos, Orosz Róbert, Csutak Ervin, Csabai János |
| Budapesti Kamaraszínház  | Animus és Anima            | Tordy Géza          | Szávai Viktória, Tímár Éva, Balikó Tamás, Jakab Csaba, Kerekes József |
| Budapesti Kamaraszínház  | A velencei kalmár          | Alföldi Róbert      | Rátóti Zoltán, László Zsolt, Bozsó Péter, Egri Kati, Németh Borbála, Juhász Réka, Mundruczó Kornél, Bank Tamás, Dózsa Zoltán, Karácsonyi Zoltán, Katona Zoltán, Horváth Ferenc |
| József Attila Színház    | Liliomfi                   | Léner Péter         | Kiss Jenő, Schütz Ila, Kecskés Karina, Mácsai Pál, Háda János, Vizy György, Schnell Ádám, Harsányi Gábor, Kocsis Judit, Besenczi Árpád, Bakó Márta, Juhász György, Illés Sári |
| Katona József Színház    | Henschel fuvaros           | Zsótér Sándor       | Tóth Zoltán, Huszárik Kata, Szirtes Ági, Szabó Győző, Dévai Balázs, Kecskés Viktor, Csuja Imre, Pelsőczy Réka, Somody Kálmán, ifj, Mundruczó Kornél, Almási Sándor, Nagy Viktor, Elek Ferenc |
| Katona József Színház    | Yvonne, burgundi hercegnő  | Zsámbéki Gábor      | Tóth Anita, Kiss Eszter, Haumann Péter, Bodnár Erika, Fekete Ernő, Benedek Miklós, Ónodi Eszter, Stohl András, Szirtes Balázs, Illés Györgyi, Fullajtár Andrea, Rába Roland, Lukáts Andor, Vajdai Vilmos, Garay József, Kun Vilmos, Árva László, Andai Kati, Bálint Márta, Németh Kriszta, Lengyel Ferenc, Takátsy Péter, Samu Nagy Ádám                                                                                                   |

### 1999
- Helyszín: Győr, Győri Nemzeti Színház, Bartók Béla Megyei Művelődési Központ, zsinagóga
- Idő: 1999. június 13. – június 8.

| Színház                                  | Előadás                                             | Rendező          | Szereplők |
| ---------------------------------------- | --------------------------------------------------- | ---------------- | --- |
| Csiky Gergely Színház                    | George Dandin                                       | Ascher Tamás     | Bezerédi Zoltán, Marozsán Erika, Kovács Zsolt, Molnár Piroska, Kocsis Pál, Gryllus Dorka, Nyári Oszkár, Dányi Krisztián, Horváth Eszter, Kolompár Margit, Pálffy Zsuzsanna, Urbanovits Krisztina, Baksa Imre, Fábián Zsolt, Fila Balázs, Kósa Béla, Lecső Péter |
| Pécsi Nemzeti Színház                    | Hollywoodi mesék                                    | Balikó Tamás     | Lipics Zsolt, Mécs Károly, Márton András, Tadics Ágnes, Bódis Zsuzsanna, Ilja Kopytin, Szuprics Edit, Magyar Ferenc, Stiller Michaela, Benyovszky Tamás, Tóth Bernadett, Lukács Sándor, Tóth András |
| Radnóti Színház                          | Erdő                                                | Gothár Péter     | Csomós Mari, Schell Judit, Kocsó Gábor, Miklósy György, Szombathy Gyula, Csankó Zoltán, Mundruczó Kornél, Kulka János, Martin Márta, Szervét Tibor, Cserhalmi György |
| Móricz Zsigmond Színház                  | Krétakör                                            | Mohácsi János    | Csoma Judit, Gados Béla, Gazsó György, Hetey László, Horváth Réka, Kerekes László, Kocsis Antal, Mezei Zoltán, Petneházy Attila, Pregitzer Fruzsina, Róbert Gábor, Szabó Márta, Szabó Tünde, Szalma Tamás, Tóth Károly, Varjú Olga, Bednai Natália, Buda Mónika, Dóka Judit, Gyuris Tibor, Kameniczky László, Varga Ildikó, Mészáros Árpád Zsolt, Kováts István, Avass Attila                                         |
| Vörösmarty Színház                       | A három testőr                                      | Horváth Péter    | Bácskai János, Földes Tamás, Kuna Károly, Miller Zoltán, Kovács Zoltán, Fehér Adrienn, Szabó Gyula, Puskás Tivadar, Horváth György, Brunner Márta, Závodszky Noémi, Hevér Gábor, Kárpáti Norbert, Szegfű Ildikó, Váradi Eszter Sára |
| Soproni Petőfi Színház                   | Sörgyári capriccio                                  | Szatmári György  | Hacser Józsa, Rácz Brigitta, Győri Péter, Mikó István |
| Miskolci Nemzeti Színház                 | Petra von Kant keserű könnyei                       | Fehér György     | Máhr Ági, Olasz Ágnes, Kovács Vanda, Máthé Éva, Szitás Barbara, Margitai Ági |
| Hevesi Sándor Színház                    | Az arany ára                                        | Bereményi Géza   | Kubik Anna, Wellmann György, Kiss Ernő, György János, Egervári Klára, Ilyés Róbert, Baj László, Kaszás Géza, Borsos Beáta, Szegezdi Róbert, Keller János, Hertelendy Attila, Segesvári Gabriella, Ozsváth Noémi, Siménfalvy Lajos, Molnár Máté, Péter Patrik, Varga Zsolt, Vankó Dániel, Verebes Nikolett, Ferencz Karolina, Farkas Ignác                                                                             |
| Budapesti Kamaraszínház                  | Haramiák (Banditák)                                 | Alföldi Róbert   | László Zsolt, Stohl András, Horváth Lili, Bozsó Péter, Vranyecz Artúr, Fábián Gábor, Kálid Artúr, Németh Kristóf, Karácsonyi Zoltán, Kölgyesi György |
| Pécsi Harmadik Színház                   | Elnöknők                                            | Vincze János     | Bódis Irén, Barkóné Bereczky Júlia, Krasznói Klára |
| Csokonai Színház                         | Szigorúan ellenőrzött vonatok                       | Pinczés István   | Sebestyén Aba, Dánielfy Zsolt, Ács Tibor, Oláh Zsuzsa, Sárközy Zoltán, Garay Nagy Tamás, Páris Noémi, Kelemen Timea, Dóka Andrea, Máthé Eta, Krizsik Alfonz, Porcsik László, Matkó Sándor, Sóvágó Csaba, Sári Éva, Koncz Erika, Juhász Árpád, Miskovics Róbert |
| Nemzeti Színház                          | Régimódi történet                                   | Meczner János    | Hámori Ildikó, Nagyváradi Erzsébet, Szakácsi Sándor, Soltész Bözse, Vasvári Csaba, Holl Zsuzsa, Csernus Mariann, Béres Ilona, Sebők Klára, Fazekas Andrea, Andai Kati, Bíró Szilvia, Széles Tamás, Fonyó István, Rékasi Károly, Tolnai Miklós, Deák Éva, Bálint Mária, Zolnay Zsuzsa, Dániel Vali, Rajna Mária, F. Nagy Erika, Sipos Imre, Presits Tamás, Pathó István, Raksányi Gellért, Chajnóczki Balázs, Tóth Éva |
| Bárka Színház                            | Cseresznyéskert                                     | Bagossy László   | Udvaros Dorottya, Parti Nóra, Vasvári Emese, Gazsó György, Széles László, Kaszás Gergő, Kovács Lajos, Kőmives Sándor, Tóth József, Mucsi Zoltán, Kerekes Miklós, Dömötör Tamás, Kovács Krisztián, Magyar Attila |
| Merlin Színház                           | Márton partjelző fázik                              | Lengyel Pál      | Jordán Tamás, Meszléry Judit, Soltis Lajos, Papp Zoltán, Gőz István |
| Hevesi Sándor Színház és Thália Társaság | Kurázsi mama és gyermekei                           | Bagó Bertalan    | Egri Kati, Borsos Beáta, Rimóczi István, Vankó Dániel, Wellmann György, Ilyés Róbert, Mester Edit, Szegezdi Róbert, Kricsár Kamill |
| Katona József Színház                    | Tyukodi pajtás                                      | Sáry László      | Ónodi Eszter, Kiss Eszter, Tóth Anita, Huszárik Kata, Malgot Eszter, Rába Roland, Dévai Balázs, Szabó Győző, Paizs Miklós |
| Katona József Színház                    | Kabaré                                              | Bozsik Yvette    | Bozsik Yvette, Szabó Győző, Szacsvay László, Szikszay Tibor, Takátsy Péter, Tölgyesy Zoltán, Vajdai Vilmos, Magusin Anna, Krausz Alíz, Jantner Emese, Vati Tamás, Tokai Tibor, Vislóczky Szabolcs |
| Katona József Színház                    | Portugál                                            | Lukáts Andor     | Dévai Balázs, Csuja Imre, Lengyel Ferenc, Takátsy Péter, Bán János, Szirtes Ági, Varga Zoltán, Ónodi Eszter, Pelsőczy Réka |
| Jászai Mari Színház                      | Az éjszaka a nappal anyja                           | Zubornyák Zoltán | Kovács Gyula, Dobos Ildikó, Horváth Ákos, Maróti Attila |
| Komédium Színház                         | Végjáték                                            | Jordán Tamás     | Darvas Iván, Mácsai Pál, Gönczöl János, Tanai Bella |
| Győri Nemzeti Színház                    | Scapin, a nápolyi                                   | Kszel Attila     | Nádházy Péter, Szikra József, Ungvári István, Kardos Róbert, Miksi Attila, Bárd Noémi Polli, Dósa Zsuzsa, Csudai Csaba, Vándor Attila, Horváth Valéria |
| Vígszínház                               | A nagy szemérmetlenség avagy Oscar Wilde három pere | Hegedűs D. Géza  | Rajhona Ádám, Papp Zoltán, Méhes László, Selmeczi Roland, Kálid Artúr, Pavletits Béla, Nagy Zsolt, Turek Miklós, Alföldi Róbert |
| Győri Nemzeti Színház                    | IV. Henrik                                          | Tordy Géza       | Kaszás Attila, Takács Kati, Áts Gyula, Nádházy Péter, Vass Gábor, Szilágyi István, Baranyai Ibolya, Stubendek Katalin, Ungvári István, Csudai Csaba, Simon Géza, Györgyfi József, Balla István, Perédy J. László, Szűcs István, Ragó István, Szikra József, Török András, Horváth Valéria, Bognár Gyula, Borbás Erika, Posonyi Takács László                                                                          |

### 2023
- Helyszín: Csokonai Fórum, Debrecen
- Idő: 2023. május 15. – június 15.

| Színház                                 | Előadás                               | Rendező                 | Szereplők |
| --------------------------------------- | ------------------------------------- | ----------------------- | --- |
| Csokonai Nemzeti Színház                | Finálé                                | Pass Andrea             | Gelányi Imre, Herczeg Tamás, Mercs János, Ráckevei Anna, Réti Adrienn, Tolnai Hella, Wessely Zsófia, Vilmányi Benett |
| Újszínház                               | Fatornyok                             | Csiszár Imre            | Viczián Ottó, Timkó Eszter, Bánföldi Szilárd, Incze József, Vass György, Nemes Wanda, Almási Sándor, Gregor Bernadett, Báhner Péter, Bojtár Balázs, Filip Balázs, Kolozs Gyula |
| Győri Nemzeti Színház                   | Mindenkinek mindene                   | Dér András              | Bakos-Kiss Gábor, Ungvári István, Agócs Judit, Sárközi József, Mézes Violetta, Jáger András, Mihályi Orsolya, Posonyi Takács László, Fejszés Attila, Dér Marus, Maszlay István, Kurucz Dániel, Bende Ildikó, Móczár Bence, Juhász Jázmin, Haszonics Anett, Góg Tamás, Szalai Ádám, Varanka Levente, Román Iván, Szabó Gergő, Rovó Péter |
| Nemzeti Színház                         | Woyczek                               | ifj. Vidnyánszky Attila | Nagy Márk, Barta Ágnes, Fehér Tibor, Bordás Roland, Szabó Sebestyén László, Böröndi Bence, Herczegh Péter, Kovács Tamás, Benedek Dániel, Szabó Nikolett, Mészáros Martin, Berettyán Sándor, Szép Domán |
| Szigligeti Színház                      | Az öldöklés istene                    | Sorin Militaru          | Radó Denise, Molnár László, Molnár Nikolett, Barabás Botond |
| József Attila Színház                   | Szibériai csárdás                     | Hargitai Iván           | Lábodi Ádám, Kulcsár Viktória, Quintus Konrád, Újvári Zoltán, Auksz Éva, Zöld Csaba, Fekete Gábor, Tóth Tibor, Lukács Dániel, Fila Balázs, Chajnóczki Balázs, Galkó Balázs, Ottlik Ádám, Schlanger András, Horváth Sebestyén Sándor, Gazdag Tibor, Szabó Gabi, Újvári Zoltán, Kónya Merlin Renáta, Blazsovszky Ákos, Katona Zsolt, Botár Endre, Horváth Ádám |
| Szegedi Nemzeti Színház                 | Élve megégetve                        | Koltai M. Gábor         | Jakab Tamás, Molnár Erika, Károlyi Krisztián, Poroszlay Kristóf, Kárász Zénó, Vicei Zsolt, Tánczos Adrienn, Menczel Andrea, Szegezdi Róbert, Borsos Beáta, Krausz Gergő, Fekete Patrícia, Pálfi Zoltán, Farkas Andrea, Fekete Patrícia |
| Budaörsi Latinovits Színház             | Katharina Blum elvesztett tisztessége | Máté Gábor              | Mertz Tibor, Takács Katalin, Hartai Petra, Spolarics Andrea, Bregyán Péter, Fröhlich Kristóf, Böröndi Bence, Páder Petra, Chován Gábor, Ilyés Róbert, Kaszás Gergő, Kocsó Gábor, Kolnai Kovács Gergely, Bánki Mihály, Hencz András, Takács Zalán |
| Békéscsabai Jókai Színház               | Drakula-fantázia                      | Seregi Zoltán           | Kocsis Dénes, Csonka Dóra, Bartus Gyula, Lénárt László, Tege Antal, Vidovenyecz Edina, Beszterczey Attila, Király M. Alexandra, Puskás Dániel, Hodu József, Jancsik Ferenc, Tomanek Gábor, Szőke Pál, Lévai Attila, Csurulya Csongor, Laszkó Viktor, Kopanyicza András, Berndt Richárd, Ilyés Levente, Bacsa Gergő, Gulácsi Réka, Lehoczki Orsolya, Márki Szabina, Borszéki Krisztina, Hecker Kíra, Kintner Nikolett, Szalai Brenda, Fazekas Döníz, Földes Roxána, Gáspár Bendegúz, Kis Anna Borbála, Mlinár Péter, Nagy Anett, Oláh Dániel, Sefkovics Máté, Tóth Luca, Vig Péter |
| Thália Színház                          | Művészet                              | Béres Attila            | Hevesi László, Nagy Viktor, Zayzon Zsolt |
| Zenthe Ferenc Színház                   | Augusztus Oklahomában                 | Susán Ferenc            | Baksa Imre, Vándor Éva, Bozó Andrea, Ozsgyáni Mihály, Szilvási Judit, Kovács Vanda, Litauszky Lilla, Erdélyi Gábor, P. Kerner Edit, Albert Péter, Máté Krisztián, Hege Veronika, Farkas Zoltán |
| Veszprémi Petőfi Színház                | Esőember                              | Anger Zsolt             | Oberfrank Pál, Szalay Bence, Bori Réka, Szilágyi Tibor, Dominek Anna, Máté P. Gábor, Nyirkó István |
| Gárdonyi Géza Színház                   | Sirály                                | Blaskó Balázs           | Saárossy Kinga, Kardos Kristóf, Baranyi Péter, Misurák Tünde, Sata Árpád, Tunyogi Péter, Balogh András, Nagy Adrienn, Babócsai Réka, Tóth Levente, Engler Imre, Szecskó Andrea |
| Móricz Zsigmond Színház                 | Idétlen időkig                        | Horváth Illés           | Gulácsi Tamás, Urbán-Szabó Fanni, Rák Zoltán, Misurák Tünde, Dézsi Darinka, Jenei Judit, Nyomtató Enikő, Sikó Koppány, Ténai Petra, Tóth Zolka, Tar Dániel, Gyuris Tibor, Gulyás Attila, István István, Kovács Vecei Fanni, Horváth Viktor, Kovács Balázs, Szeri Martin, Pecz-Péli Luca, Dániel Mercédesz, Holló Arnold, Pecz Péli Luca, Soós Máté, Végvári Boglárka, Kosztyó Barbara, Kosztyó Kamilla, Ladó Ivett, Oláh Kármen, Takács Mónika |
| Radnóti Színház                         | Kályha Kati                           | Rusznyák Gábor          | Kováts Adél, Nagy Márk, Berényi Nóra Blanka, Schneider Zoltán, Baki Dániel, László Zsolt, Rusznák András, Sas Zoltán, Porogi Ádám, Mészáros Blanka, Berkó Boglárka, Gazsó György, Pál András, Nagypál Gábor, Polák Ferenc, Tóth Dominik |
| Madách Színház                          | Én, József Attila (Attila szerelmei)  | Szirtes Tamás           | Jenővári Miklós, Wégner Judit, Gallusz Nikolett, Barát Attila, Pusztaszeri Kornél, Dobos Judit, Lőrincz Sándor, Sándor Dávid, Baksa András, Kiss Ernő Zsolt, Kovács Richárd, Németh Gábor, Balázs Dávid, Zsitva Réka, Magyar Krisztina, Valamint a Madách Színház Tánckara |
| Soproni Petőfi Színház                  | Vadak ura                             | Pataki András           | Papp Attila, Magyar Viktória, Fésűs Nelly, Szabó Máté, Savanyu Gergely, Kisfaludy Zsófia, Ragány Misa, Kósa Zsolt, Gábor Anita, Budai Márton Zoltán, Kristóf Dániel |
| Bartók Kamaraszínház és Művészetek Háza | Szerelem                              | Czajlik József          | Kerekes Éva, Őze Áron, Kalmár Zsuzsa, Magyar Zsófia, Grgity Niki, Kiss Attila, Vrabecz Botond, Jerger Balázs, László Csaba, Gasparik Gábor |
| Csiky Gergely Színház                   | Ádám almái                            | Horváth Illés           | Mészáros Tibor, Boros Bence, Kalmár Tamás, Nyári Oszkár, Krajcsi Nikoletta, Tóth Géza, Hunyadkürti György, Sándor Soma, Kisari Zalán, Nagy Zétény Norbert, Stromájer Keve |
| Miskolci Nemzeti Színház                | Feketeszárú cseresznye                | Szőcs Artur             | Bodoky Márk, Lajos András, Czvikker Lilla, Szirbik Bernadett, Horváth Alexandra, Fandl Ferenc, Simon Zoltán, Somhegyi György, Koller Krisztián, Kokics Péter, Feczesin Kristóf, Keresztes Sándor, Kincses Károly, Szegedi Dezső, Kerekes Valéria, Molnár Anna, Márton András |
| Weöres Sándor Színház                   | Kivilágos kivirradtig                 | Horváth Csaba           | Szerémi Zoltán, Bálint Éva, Mari Dorottya, Nagy-Bakonyi Boglárka, Hajdu Péter István, Sipos László Márk, Fehér László, Gyulai-Zékány István, Csonka Szilvia, Némedi Árpád, Balogh János, Widder Kristóf, Nagy Cili, Antal D. Csaba, Herman Flóra, Horkay Barnabás, Keller Dániel, Keller-Dénes Emőke, Szabó Tibor, Németh Judit |

### 2024
- Helyszín: Csiky Gergely Színház, Kaposvár
- Idő: 2024. június 10. – június 16.

| Színház                                                                  | Előadás                   | Rendező                | Szereplők |
| ------------------------------------------------------------------------ | ------------------------- | ---------------------- | --- |
| Thália Színház                                                           | Ványa bá                  | Kelemen József         | Görög László, Czakó Julianna, Szervét Tibor, Martos Hanga, Szabó Győző, Molnár Piroska, Csarnóy Zsuzsanna, Bede-Fazekas Szabolcs |
| Örkény István Színház                                                    | The Black Rider           | Polgár Csaba           | Takács Nóra Diána, Friedenthal Zoltán, Bíró Kriszta, Zsigmond Emőke, Borsi-Balogh Máté, Máthé Zsolt, Schell Judit, Tenki Réka, Patkós Márton, Kókai Tünde, Mátyássy Bence, Kákonyi Árpád, H. Tamássyk Balogh Zsolt, Bartek Zsolt, Kápolnás Attila, Fánczi Gábor, Heigl László, Piukovics Gábor, Horváth Ákos, Hargitai Péter, Csizmadia Sándor, Berecz Bea |
| Karinthy Színház                                                         | Hamlet crazy and cool     | Ilja Bocsarnikovsz     | Bokor Barna, Dobra Mara, Karácsony Gergely, Virágh Panna, Kovács Vecei Fanni, Molnár Gergely |
| Yorick Stúdió és a Marosvásárhelyi Nemzeti Színház-Tompa Miklós Társulat | Lázadni veletek akartam   | Sebestyén Aba          | László Csaba, Sebestyén Aba, Szász Csaba |
| Nemzeti Színház                                                          | Kurázsi mama és gyermekei | Theodórosz Terzopulosz | Szűcs Nelli, Schnell Ádám, Varga József, Bordás Roland, Herczegh Péter, Kovács S. József, Polyák Anita, Kiss Anna Gizella, Tóth László, Mészáros Martin, Madácsi István, Szilágyi Ágota, Nagy Mari, Bognár Bence János, Ionescu Raul Gabriel, Jakab Tamás, Juhász Péter, Kerék Benjámin Dominik, Séra Dániel, Wettstein Márk                               |
| Katona József Színház                                                    | Magányos emberek          | Tarnóczi Jakab         | Rajkai Zoltán, Pelsőczy Réka, Lengyel Benjámin, Tóth Zsófia, Béres Bence, Mentes Júlia |
| Radnóti Színház                                                          | 3tél                      | Alföldi Róbert         | Bata Éva, Sodró Eliza, Tóth Ildikó, László Zsolt, Pálfi Kata, Nagy Márk, Schneider Zoltán, Kováts Adél, Pál András, Bodoky Márk, Berényi Nóra Blanka, Hay Anna, Gazsó György |
| Budapest Bábszínház                                                      | Frankenstein              | Keresztes Tamás        | Teszárek Csaba, Bartha Bendegúz, L. Nagy Attila, Márkus Sándor, Podlovics Laura, Tatai Zsolt, Szolár Tibor, Blasek Gyöngyi, Pethő Gergő, Csarkó Bettina, Jeles Bálint Bence |
| Vígszínház                                                               | Sirály                    | David Doiasvili        | Márkus Luca, Nagy-Kálózy Eszter, ifj. Vidnyánszky Attila, Hegedűs D. Géza, Stohl András, Kőszegi Ákos, Méhes László, Majsai-Nyilas Tünde, Antóci Dorottya, Ertl Zsombor |
| Soproni Petőfi Színház                                                   | A pacsirta (Jeanne d'Arc) | Kéri Kitty             | Labánné Szalai Katalin, Haumann Máté, Savanyu Gergely, Várhelyi Áron, Pintér Gábor, Kósa Zsolt, Szőcs Erika, Dienes Blanka, Varga Levente, Csoltkó Dorka, Gilicze Lilla, Főző Réka, Szabó Bellán Hédil |
| Békéscsabai Jókai Színház                                                | Elvásik a veres csillag   | Kiss József            | Tege Antal, Liszi Melinda, Bartus Gyula, Czitor Attila, Jancsik Ferenc, Szőke Pál, Tomanek Gábor, Csurulya Csongor, Szabó Zoltán, Kopanyicza András, Balázsi Róbert, Lévai Attila, Borák Péter, Kintner Nikolett, Mlinár Pál Bence, Mlinár Balázs, Horváth Bence, Korom Gábor, Bárkai Rozi, Hamar Vivien, Kerekes Laura, Kövesdi Kornélia, Somogyi Anna    |
| Pécsi Harmadik Színház                                                   | Csirkefej                 | Vincze János           | Bacskó Tünde, Tatai Gergő, László Csaba, Tamás Éva, Bánky Gábor, Frank Ildikó, Fischer Norbert, Szabó Márk, Götz Attila, Inhof László, Bera Márk, Arató Máté, Hollósi Orsolya, Somogyi Bianka, Zengő Ágnes |
| Csokonai Nemzeti Színház                                                 | Nincstelenek              | Botos Bálint           | Mészáros Ibolya, Szép Evelin, Komlódy Márk, Hajdu Imelda, Pál Hunor, Szász Gabriella, Tokai Andrea, Dánielfy Zsolt, Papp István, Farkas Zoltán, Steuer Tibor, Számadó Barna |
| Szigligeti Színház                                                       | A fösvény                 | Szabó Máté             | Mucsi Zoltán, Hajdu Tamás Miklós, Biró Panna Dominika, Csákvári Krisztián, Cseke Lilla Csenge, Karczag Ferenc, Kertész Marcella, Zelei Gábor, Horváth Gábor, Ónodi Gábor, Lugosi Claudia, Horváth György, Tárnai Attila, Vándor Attila, Kinczel József |
| Forte Társulat                                                           | Akár akárki               | Horváth Csaba          | Fehér László, Földeáki Nóra, Horkay Barnabás, Krisztik Csaba, Pallag Márton, Widder Kristóf |
| Tamási Áron Színház                                                      | Iráni konferencia         | Bocsárdi László        | Kónya-Ütő Bence, Kolcsár József, Pálffy Tibor, Márton Lóránt-László, Szakács László, Pignitzky Gellért, Varsányi Szabolcs, Gajzágó Zsuzsa, Korodi Janka, D. Albu Annamária, Fekete Mária, Erdei Gábor, Mátray László, Nemes Levente, Szalma Hajnalka, Pál Ferenczi György, Göllner Boróka, Vass Zsuzsanna, Nagy-Kopeczky Kristóf                           |

## Díjazottak
| Díj               | 2024                             |
| ----------------- | -------------------------------- |
| Legjobb rendező   | Bocsárdi László                  |
| Legjobb színésznő | Tokai Andrea                     |
| Legjobb színész   | ifj. Vidnyánszky Attila          |
| Legjobb díszlet   | Theodoros Terzopoulos            |
| Legjobb jelmez    | Keresztes Tamás és Hoffer Károly |